# Inachis
Inachis är ett släkte av fjärilar som beskrevs av Jacob Hübner 1819. Inachis ingår i familjen praktfjärilar.
Släktet innehåller bara arten Inachis io.

## Bildgalleri

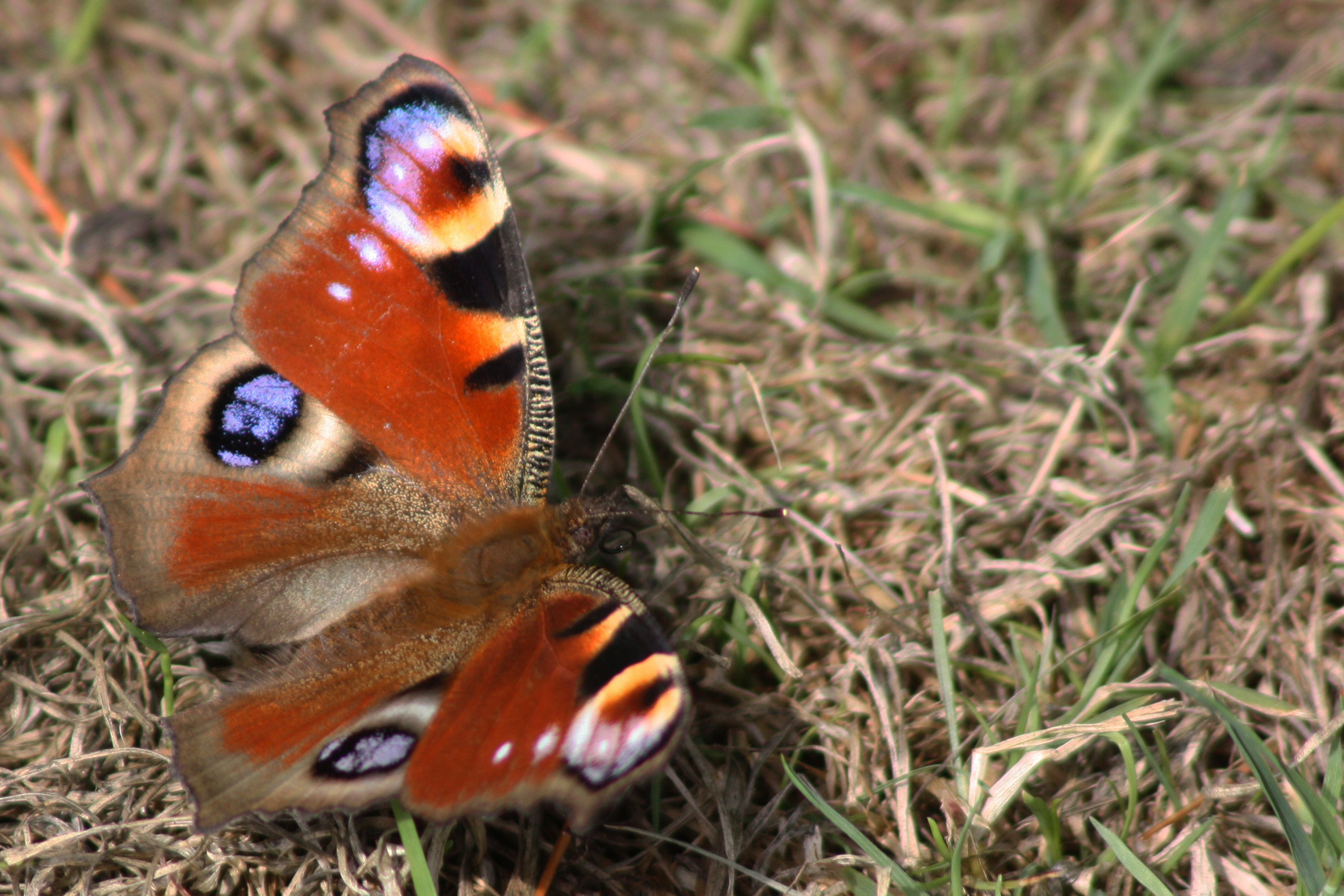